# 快眠活魚
快眠活魚（かいみんかつぎょ）は、大分県の有限会社「おさかな企画」の卜部俊郎が開発した活魚の処理方法。2005年（平成17年）8月に特許を取得した。

## 概説
快眠活魚とは、魚に針を刺して眠らせる新技術を指す。新鮮な魚を食すためには、食す直前まで魚を生かしておくのが最良とされる。魚をこうした状態に置くことを「活魚」という。通常の活魚では魚は元気なままのため暴れることが多く、暴れたことによって体内には鮮度の劣化を招く乳酸が溜まる。この結果、ダメージを負った魚になる。
快眠活魚では、魚を針で処理した際も暴れて乳酸が溜まるが、水温の低い安定槽に魚を数時間置く処置を行うため、魚の状態は回復する。加えて酸素消費量や排泄物も少量で済む。また、針で処理していることによって魚は必要最低限の動きしかとれず、宅配便などでの輸送が行えるというメリットがある。調理を行う際も魚が暴れることはない。

### 快眠活魚になるまでの経過
1. 魚に針処理を施す（特許になっているのはこの処理）
2. 針処理を施した魚を低温で数時間安定させる
3. 安定槽で保管された魚は必要最低限の動きしかしないため、この間に魚を梱包する
4. 梱包した魚を出荷する（この間も魚は生きている）